# Fatafehi Tu'i Pulotu'i Langi Tu'oteau
Fatafehi Tu'i Pulotu'i Langi Tu'oteau, mort en 1770, est un roi tongien, 33e monarque de la dynastie des Tuʻi Tonga.